# Окомтун
Окомтун (исп. Ocomtún; с юкатекского языка майя — «каменная колонна») — археологический памятник, расположенный на территории экологического заповедника Баламку в муниципалитете Калакмуль, штат Кампече, Мексика. Он представляет собой остатки города, раскинувшиеся на площади более 50 га. Он был обнаружен в 2023 году археологической исследовательской группой под руководством Ивана Шпрайца с помощью аэрофотосъемки и лазерного сканирования (лидар).

## Этимология
Название связано с многочисленными цилиндрическими каменными колоннами на территории бывшего города.

## История
В классический период цивилизации майя (250—1000 годов н. э.) Окомтун был важным региональным центром. Здесь были обнаружены остатки керамики позднеклассического периода (600—800 годов н. э.). Около 800—1000 годов город переживал демографический кризис.
В июне 2023 года было сообщено об обнаружении города Окомтун в ранее неисследованной области. Находка стала результатом первого полевого сезона проекта под названием «Расширение археологической панорамы Центральной низменности майя», одобренного Национальным институтом антропологии и истории, находящимся в ведении Министерства культуры правительства Мексики. Мероприятие руководил и координировал археолог Иван Шпрайц из Исследовательского центра Словенской академии наук и искусств.
В группу также входили специалист по эпиграфике майя Октавия Эспарза Ольгин, геодезист Алеш Марсетич, учитель Атаста Флорес Эскивель, археологи Квинтин Эрнандес Гомес и Витан Вуянович, а также несколько рабочих из близлежащих районов и Национального центра авиадесантных исследований. Остатки города были обнаружены в ходе обследования местности с помощью лазерного сканирования с воздуха.

## Описание
Объект расположен на высоком плато, в окружении обширных заболоченных территорий, основная площадь составляет более 50 га. Есть большие постройки с пирамидами высотой более 15 метров. Есть многочисленные круглые каменные колонны, которые предположительно были частью входов в верхние помещения более крупных зданий. Здания окружены различными группами внутренних дворов. Между двумя основными зданиями находится комплекс, состоящий из различных низких и вытянутых зданий и площадки для игры в мяч. Самое объемное сооружение археологического комплекса — прямоугольный акрополь со сторонами 80 м и высотой построек 10 м, завершающийся в своей северной части пирамидой высотой 25 м.
Рядом с Окомтуном находятся участки региона Ченес, более чем в 30 км к северо-востоку: Надскаан, в 36 км к юго-востоку, и Чактун, в 50 км к юго-востоку. Рядом с Окомтуном, в районе, который простирается до реки Ла-Ригенья, были исследованы сооружения, подобные найденным на этом месте, лестницы, монолитные колонны и другие памятники, такие как площадки для игры в мяч, центральные алтари, рынки или места для ритуалов.